# Jack Walker (amerykański hokeista)
Jack Walker (ur. 30 lipca 1996 w Edina) – amerykański hokeista.
Jego bracia Ben (ur. 1993) i Samuel (ur. 1999) także zostali hokeistami.

## Kariera
- Edina High (2011-2012)
  -  Edina Lakers (2011/2012)
- Victoria Royals (2012-2017)
- Rapid City Rush (2017-2018)
- Iowa Wild (2018)
- Aalborg Pirates (2018)
- Utah Grizzlies (2018-2019)
- Kansas City Mavericks (2019-2020)
- Odense Bulldogs (2020)
- SC Langenthal (2020-2021)
- DVTK Jegesmedvék (2021-2022)
- Cracovia (2022)

Od 2012 przez pięć sezonów występował w kanadyjskiej drużynie Victoria Royals w rozgrywkach juniorskich WHL. W tym okresie w drafcie NHL z NHL 2016 został wybrany przez Toronto Maple Leafs. W sezonie 2017/2018 był zawodnikiem Rapid City Rush w lidze ECHL, rozgrywając jednocześnie trzy mecze w barwach Iowa Wild w rozgrywkach AHL. Sezon 2018/2019 rozpoczął w duńskim zespole, po czym w listopadzie 2018 wrócił do USA został graczem Utah Grizzlies w ECHL. W sierpniu 2019 przeszedł do Kansas City Mavericks w tej samej lidze. Stamtąd w trakcie sezonu ponownie wyjechał do Danii, gdzie na początku 2020 został zaangażowany przez Odense Bulldogs. Od października 2020 był zawodnikiem szwajcarskiego klubu SC Langenthal w rozgrywkach Swiss League i odszedł z tego miejsca wraz z końcem stycznia 2021 po upływie czasowego kontraktu. Tuż po tym został zakontraktowany do węgierskiej drużyny DVTK Jegesmedvék, gdzie spędził także kolejny sezon 2021/2022. W lipcu 2022 ogłoszono jego transfer do Cracovii w Polskiej Hokej Lidze (w tym czasie do tej ekipy trafił też Kanadyjczyk Kayle Doetzel, także dotąd występujący w DVTK). W sierpniu 2022 podczas sparingu odniósł kontuzję.

## Sukcesy
Klubowe
- Scotty Munro Memorial Trophy: 2016 z Victoria Royals